# Leóni Királyság
León független királyság volt az Ibériai-félsziget északnyugati részében a középkorban. A királyságot 913-ban alapították, amikor a félsziget északi partvidékén elterülő Asztúria királyság keresztény hercegei Oviedóból Leónba tették át székhelyüket, hátat fordítva az ekkortájt a vikingek uralta Atlanti-óceánnak, hogy a Mezetán, a mai Spanyolország fennsíkján alapítsanak államot.